# 自殺総合対策会議
自殺総合対策会議（じさつそうごうたいさくかいぎ、英語: Council for Policy of Suicide Prevention）は、自殺対策基本法を根拠とする厚生労働省の特別の機関である。組織の長は厚生労働大臣が充てられる。自殺対策を専門に司る機関としては、日本の行政機関のなかで最上位に位置する。2006年法では内閣府の下に設置されていたが、2016年法改正により厚労省に移管された。
その責務は、日本国民による自殺とそれにまつわる種々の問題に対して、総合的な対策を立案することである（3条）。具体的には、自殺対策に関する事項の審議や自殺対策実施の推進を担っており、自殺総合対策大綱を策定するとともに、関係する行政機関との調整を図っている（第23条第2項）。

## 構成
会長には厚生労働大臣が充てられる（24条）。委員には、その他の国務大臣の中から関係する者が、内閣総理大臣の指名により充てられる（24条第3項）。
会長に事故があった際に職務を代理する者として、委員の中から1名が事前に指名される。
国務大臣以外には、自殺総合対策会議に幹事が置かれており、関係する行政機関の職員の中から厚生労働大臣に任命された者が就任する（24条）。庶務などの事務局機能は厚生労働省社会・援護局の総務課が担当することが定められている。

## 沿革

### 2006年法
2006年、議員立法として自殺対策基本法案が第164回国会にて成立した。この自殺対策基本法案には、自殺総合対策会議の設置が盛り込まれていた。同年10月28日、自殺対策基本法の施行とともに、自殺総合対策会議が設置された。
2007年6月には、内閣全体の自殺対策の指針となる『自殺総合対策大綱』を取りまとめた。自殺総合対策大綱では、自殺に関するさまざまな対策を列挙した。さらに、数値目標として、2016年までに自殺死亡率を2005年比で20%減少させることを掲げている。しかし、2007年から2008年にかけて硫化水素を用いた自殺が急増するなどして社会問題化した。さらに、自殺総合対策大綱の取りまとめ作業が進んでいた2007年5月には、自殺総合対策会議の現職委員である松岡利勝が首吊り自殺するという事件も発生した。
2008年10月、新たに『自殺対策加速化プラン』を策定するとともに、『自殺総合対策大綱』の一部を改正した。改正された自殺総合対策大綱では、人命に危険を及ぼす物質の製造方法を流布したり製造を誘引したりするウェブサイトへの対策が新たに盛り込まれた。なお、2016年までに自殺死亡率を2005年比で20%減少させる数値目標は、改正された自殺総合対策大綱においても堅持されている。しかし、大綱改正に取り組んだ自殺総合対策会議の現職会長である河村建夫が、自殺対策について「お涙ちょうだいの議論をやるゆとりはないのではないか」と発言し、関係団体から抗議され謝罪する騒動が起きた。
2009年11月には、自殺対策を所管する国務大臣、副大臣、大臣政務官に有識者を加え構成される「自殺対策緊急戦略チーム」が新設された。さらに、自殺件数が例年増加する3月に備え、年度末の対策に主眼を置いた『自殺対策100日プラン』が策定された。
2011年3月の自殺対策強化月間を前に、自殺対策の実働部署である内閣府自殺対策推進室は、キャッチフレーズとして「あなたもGKB47宣言!」を制定した。2012年2月6日の参議院予算委員会で松浦大悟がこのキャッチフレーズについて「遺族が聞いたらどう思うか。信頼を失う」と質問し、石井一参議院予算委員長は閣僚に対し再考を促した。岡田克也副総理は「国会で質問する以前に党内で問題を指摘をすべきだった」と答弁したが野田佳彦総理大臣は違和感があるキャッチフレーズだと答弁した。全国72の民間団体の撤回要求もあり、翌日に岡田副総理は「あなたもゲートキーパー宣言！」に改めるとした。同年8月、自殺対策総合大綱の全体的な見直しが行われ、「誰も自殺に追い込まれることのない社会の実現」を目指すことを大綱の副題と冒頭で明示。認知行動療法などの診療の普及を図るため、精神科医療体制の充実の方策を検討することなどが重点施策に盛り込まれた。

### 2016年法改定
2016年4月、改正自殺対策基本法施行が施行された。これを受け自殺対策の総合調整を含めた業務が内閣府から厚労省に移管され、自殺総合対策会議も厚生労働省に移された。なお、厚生労働省内には、事務次官を本部長とする自殺対策推進本部が設置された。